# John Seward
Dr. John Seward je izmišljeni lik, sporedni lik u romanu Brama Stokera Drakula iz 1897.

## U Stokerovom romanu
John Seward je psihijatar koji liječi Renfielda, koji jede većini ljudi ogavne kukce i druga bića. Njegov se azil za psihički bolesne osobe nalazi tik do Drakuline rezidencije u Engleskoj, Carfaxa. Provodio je ambiciozni intervju s Renfieldom, kako bi oučio narav njegove psihoze. Obično snima intervjue i bilješke što se tiče tretmana svojih pacijenata.
Najbolji su mu prijatelji Quincey Morris te Arthur Holmwood. Sva tri su predložena kao potencijalni budući muževi Lucy Westenre. Seward odbija ženidbu s njom, ali joj iskazuje ljubav, te skrbi o njoj dok je bolesna pred smrt (uzrok Drakulino ispijanje njene krvi).
Seward poziva svog mentora, Abrahama Van Helsinga, da mu pomogne u liječenju Lucy. Van Helsing mu pomaže shvatiti da je Drakula vampir te nakon što je Lucy usmrćena probadanjem kolca kroz srce, Seward odlučuje uništiti i Drakulu. U epilogu romana spominje se da je Seward sada sretno oženjen.

### U filmskim adaptacijama romana
- Nosferatu (1922.); 94 min, John Seward (Sievers u ovom filmu) Gustav Botz
- Drakula (1931.); 75 min, Herbert Bunston
- Drakula (španjolska inačica (1931.); 104 min, José Soriano Viosca
- Drakula (1958.); 82 min, Charles Lloyd Pack
- Drakula (1968.); 90 min, James Maxwell
- Drakula (1970.); 98 min (97 u UK, 91 u Švedskoj), Paul Mueller
- Grof Drakula (1977.); 150 min, Mark Burns
- Drakula (1979.); 109 min, Donald Pleasence (Jack Seward u ovom filmu)
- Drakula (1992.); 128 min, Richard E. Grant (Jack Seward u ovom filmu)
- Drakula (2002.); 173 min, Kai Wiesinger
- Drakula (2006.); 90 min, Tom Burke